# إسماعيل بانغورا

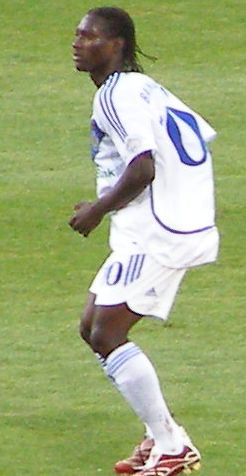
إسماعيل بانغورا

إسماعيل بانغورا Ismaël Bangoura، من مواليد 2 يناير 1985 في كوناكري في غينيا، لاعب كرة قدم غيني .
بدأ مسيرته الكروية مع نادي أجاكسيو الفرنسي في عام 2003، ولعب معهم حتى عام 2005، وشارك معهم في 44 مباراة وسجل 15 هدفا، وفي عام 2005 انتقل إلى نادي لومان الفرنسي، ولعب معهم حتى عام 2007، وشارك معهم في 56 مباراة وسجل 18 هدفا، ومنذ عام 2007 وهو يلعب مع نادي دينامو كييف الأوكراني.
لعب مع منتخب غينيا لكرة القدم بين 2006-2014 وسجل معه ثلاث عشر هدفاً.

## وصلات خارجية
- إسماعيل بانغورا على موقع الاتحاد الأوربي (الإنجليزية)
- إسماعيل بانغورا على موقع اتحاد أوكرانيا (الإنجليزية)
- إسماعيل بانغورا على موقع إي إس بي إن إف سي (الإنجليزية)
- إسماعيل بانغورا على موقع قاعدة بيانات كرة القدم.إي يو (الإنجليزية)
- إسماعيل بانغورا على موقع ليكيب (الفرنسية)
- إسماعيل بانغورا على موقع ناشيونال فوتبول تيمز (الإنجليزية)
- إسماعيل بانغورا على موقع Soccerway.com (الإنجليزية)
- إسماعيل بانغورا على موقع عالم كرة القدم.نت (الإنجليزية)
- إسماعيل بانغورا على موقع كووورة
- إسماعيل بانغورا على موقع AS.com (الإسبانية)